# Enrique Ferrer
Enrique Ferrer (Caracas, Venezuela, 16 de agosto de 1934) es un escultor venezolano . En 1964 formó parte de la exposición “El arte latinoamericano” en el Museo de Arte Moderno de la Ciudad de París.

## Estudios
Comenzó sus estudios en la Escuela Cristóbal Rojas junto a Eduardo Francis. 
Realizó estudios libres en Londres y París en 1961 y en ese momento se estableció en el continente europeo.  Pero en 1970 regresa a Venezuela.
Pedro Briceño y Rafael Pineda afirmaron que Ferrer “con mucho dominio del oficio ha tallado la piedra y madera. Ha ido desechando la figura hasta llegar a cierto expresionismo abstracto, y su mayor preocupación, su problemática, parece ser la tensión interna de las formas orgánicas, el sentido dinámico de las mismas y, en fin, todo lo concerniente a los valores estructurales de la escultura” (1969, p. 23)